# Conference League 1998-1999
La Conference League 1998-1999, conosciuta anche con il nome di Nationwide Conference per motivi di sponsorizzazione, è stata la 20ª edizione del campionato inglese di calcio di quinta divisione.

## Squadre partecipanti
| Squadra                | Città                         | Stagione precedente                                            |
| ---------------------- | ----------------------------- | -------------------------------------------------------------- |
| Barrow                 | Barrow                        | 1º posto in Northern Premier League Premier Division, promosso |
| Cheltenham Town        | Cheltenham                    | 2º posto in Conference League                                  |
| Doncaster Rovers       | Doncaster                     | 24º posto in Football League Third Division, retrocesso        |
| Dover Athletic         | Dover                         | 13º posto in Conference League                                 |
| Farnborough Town       | Farnborough                   | 18º posto in Conference League                                 |
| Forest Green Rovers    | Nailsworth                    | 1º posto in Southern League Premier Division, promosso         |
| Hayes                  | Londra (Hayes)                | 12º posto in Conference League                                 |
| Hednesford Town        | Hednesford                    | 7º posto in Conference League                                  |
| Hereford United        | Hereford                      | 6º posto in Conference League                                  |
| Kettering Town         | Kettering                     | 14º posto in Conference League                                 |
| Kidderminster Harriers | Kidderminster                 | 17º posto in Conference League                                 |
| Kingstonian            | Londra (Kingston upon Thames) | 1º posto in Isthmian League Premier Division, promosso         |
| Leek Town              | Leek                          | 19º posto in Conference League                                 |
| Morecambe              | Morecambe                     | 5º posto in Conference League                                  |
| Northwich Victoria     | Northwich                     | 9º posto in Conference League                                  |
| Rushden & Diamonds     | Irthlingborough               | 4º posto in Conference League                                  |
| Southport              | Southport                     | 16º posto in Conference League                                 |
| Stevenage Borough      | Stevenage                     | 15º posto in Conference League                                 |
| Telford United         | Telford                       | 20º posto in Conference League                                 |
| Welling United         | Londra (Bexley)               | 10º posto in Conference League                                 |
| Woking                 | Woking                        | 3º posto in Conference League                                  |
| Yeovil Town            | Yeovil                        | 11º posto in Conference League                                 |

## Classifica finale
|  | Pos. | Squadra            | Pt | G  | V  | N  | P  | GF | GS | DR  |
|  | ---- | ------------------ | -- | -- | -- | -- | -- | -- | -- | --- |
|  | 1    | Cheltenham Town    | 80 | 42 | 22 | 14 | 6  | 71 | 36 | +35 |
|  | 2    | Kettering Town     | 76 | 42 | 22 | 10 | 10 | 58 | 37 | +21 |
|  | 3    | Hayes              | 74 | 42 | 22 | 8  | 12 | 63 | 50 | +7  |
|  | 4    | Rushden & Diamonds | 72 | 42 | 20 | 12 | 10 | 71 | 42 | +29 |
|  | 5    | Yeovil Town        | 71 | 42 | 20 | 11 | 11 | 68 | 54 | +14 |
|  | 6    | Stevenage          | 68 | 42 | 17 | 17 | 8  | 62 | 45 | +17 |
|  | 7    | Northwich Victoria | 66 | 42 | 19 | 9  | 14 | 60 | 51 | +9  |
|  | 8    | Kingstonian        | 64 | 42 | 17 | 13 | 12 | 50 | 49 | +1  |
|  | 9    | Woking             | 63 | 42 | 18 | 9  | 15 | 51 | 45 | +6  |
|  | 10   | Hednesford Town    | 61 | 42 | 15 | 16 | 11 | 49 | 44 | +5  |
|  | 11   | Dover Athletic     | 58 | 42 | 15 | 13 | 14 | 54 | 48 | +6  |
|  | 12   | Forest Green       | 58 | 42 | 15 | 13 | 14 | 55 | 50 | +5  |
|  | 13   | Hereford Utd       | 55 | 42 | 15 | 10 | 17 | 49 | 46 | +3  |
|  | 14   | Morecambe          | 53 | 42 | 15 | 8  | 19 | 60 | 76 | -16 |
|  | 15   | Kidderminster      | 51 | 42 | 14 | 9  | 19 | 56 | 52 | +4  |
|  | 16   | Doncaster          | 48 | 42 | 12 | 12 | 18 | 51 | 55 | -4  |
|  | 17   | Telford Utd        | 46 | 42 | 10 | 16 | 16 | 44 | 60 | -16 |
|  | 18   | Southport          | 45 | 42 | 10 | 15 | 17 | 47 | 59 | -12 |
|  | 19   | Barrow             | 43 | 42 | 11 | 10 | 21 | 40 | 63 | -23 |
|  | 20   | Welling Utd        | 41 | 42 | 9  | 14 | 19 | 44 | 65 | -21 |
|  | 21   | Leek Town          | 32 | 42 | 8  | 8  | 26 | 48 | 76 | -28 |
|  | 22   | Farnborough Town   | 32 | 42 | 7  | 11 | 24 | 41 | 89 | -48 |

Legenda:
      Promosso in Football League Third Division 1999-2000.
      Retrocesso in Northern Premier League 1999-2000.
      Retrocesso in Isthmian League 1999-2000.
Regolamento:
Tre punti a vittoria, uno a pareggio, zero a sconfitta.
In caso di arrivo di due o più squadre a pari punti, la graduatoria viene stilata secondo i seguenti criteri:
- differenza reti
- maggior numero di gol segnati

Note:

Il Barrow, sottoposto ad amministrazione finanziaria, è stato retrocesso in Northern Premier League Premier Division 1999-2000